# Нурищенко, Наталья Евгеньевна
Наталья Евгеньевна Нурищенко (род. 2 февраля 1957, Симферополь) — советский и украинский учёный, доктор биологических наук.

## Биография
Родилась в 1957 году в городе Симферополь. В 1979 году окончила биологический факультет Киевского университета.
В 1986 году защитила кандидатскую работу «Комплексообразование адренергических средств с катионами биометаллов и биолигандами», в 2004 — докторантуру кафедры биофизики биологического факультета Киевского университета. В 2005 году — докторскую диссертацию «молекулярные и биофизические механизмы действия ультразвука при экспериментальном воспалении и хроническом тонзиллите».
В Киевском университете работала с 2004 по 2008 год — старший научный сотрудник отдела биофизики, с 2008-го — заведующая НИС «Биофизика» биологического факультета института физиологии им. академика П. Г. Богача, одновременно — профессор кафедры биофизики.
Научные интересы: изучение механизмов развития воспалительных патологий, возможности их коррекции с помощью физических факторов.
Приглашалась на работу в Университет Патр — грант Государственного фонда стипендий для стажировки.
С 2007 года — в составе специализированного учёного совета Киевского университета по защите диссертации по специализации «биофизика»; с 2008-го — учёного совета биологического факультета.
Является автором более 140 научных работ, среди них них:
- «Влияние стохастического ультразвука на биоэнергетику и свободнорадикальное окисление при экспериментальном воспалении», 1995
- Отдаленные результаты стохастической ультразвуковой терапии хронического тонзиллита", 2001
- «Характерные изменения некоторых показателей крови больных хроническим тонзиллитом при лечении стохастическим ультразвуком», 2003
- «Воспаление при мышечной травме», 2007
- «Физика биосистем в формулах, терминах, схемах», учебное пособие, соавторы Войтешенко Иван Сергеевич, Грабчук Галина Петровна, Говорун Дмитрий Николаевич, Давыдовская Тамара Леонидовна, Науменко Анна Николаевна, Нипорко Алексей Юрьевич, Цимбалюк Ольга Владимировна, 2017.

Среди патентов: «Способ долговременного хранения спермы человека в лабораторных условиях», 2012, соавторы Андрейченко Сергей Вадимович, Булавицкая Вероника Михайловна, Клепко Алла Владимировна, Кондратова Юлия Анатольевна, Чернышов Андрей Викторович.